# Sidfa
Sidfa (arab. صدفا) – miasto w Egipcie, w muhafazie Asjut. W 2006 roku liczyło 20 931 mieszkańców.